# Liste der Bodendenkmäler in Urspringen
Auf dieser Seite sind die Bodendenkmäler in der unterfränkischen Gemeinde Urspringen zusammengestellt. Diese Tabelle ist eine Teilliste der Liste der Bodendenkmäler in Bayern. Grundlage ist die Bayerische Denkmalliste, die auf Basis des Bayerischen Denkmalschutzgesetzes vom 1. Oktober 1973 erstmals erstellt wurde und seither durch das Bayerische Landesamt für Denkmalpflege geführt wird. Die folgenden Angaben ersetzen nicht die rechtsverbindliche Auskunft der Denkmalschutzbehörde.

## Bodendenkmäler der Gemeinde Urspringen

### Bodendenkmäler in der Gemarkung Urspringen
| Lage                  | Objekt | Akten-Nr.     | Bild |
| --------------------- | --- | ------------- | ---- |
| Urspringen (Standort) | Siedlung der Linearbandkeramik, der Urnenfelder-, Hallstatt- und der jüngeren Latènezeit.                                                                           | D-6-6024-0090 |      |
| Urspringen (Standort) | Bestattungsplatz mit Grabhügel vorgeschichtlicher Zeitstellung. | D-6-6024-0091 |      |
| Urspringen (Standort) | Archäologische Befunde im Bereich der frühneuzeitlichen ehemalige Synagoge von Urspringen.                                                                          | D-6-6024-0214 |      |
| Urspringen (Standort) | Bestattungsplatz mit Grabhügeln vorgeschichtlicher Zeitstellung. | D-6-6024-0276 |      |
| Urspringen (Standort) | Mittelalterlicher oder frühneuzeitlicher Vorgängerbau der bestehenden neoromanischen Katholischen Pfarrkirche St. Maria von Urspringen.                             | D-6-6024-0346 |      |
| Urspringen (Standort) | Abgegangene mittelalterliche Wasserburg und frühneuzeitliches Schloss.                                                                                              | D-6-6024-0347 |      |
| Urspringen (Standort) | Bestattungsplatz mit Grabhügeln vorgeschichtlicher Zeitstellung. | D-6-6124-0021 |      |
| Urspringen (Standort) | Siedlung der Urnenfelderzeit, der Hallstattzeit und der älteren Latènezeit, früh- bis spätmittelalterliche Wüstung Grünfeld, Körpergräber unbekannter Zeitstellung. | D-6-6124-0070 |      |
| Urspringen (Standort) | Siedlung der frühen Latènezeit. | D-6-6124-0082 |      |